# باسونکور
باسونکور (به فرانسوی: Bassoncourt) یک کمون (فرانسه) در فرانسه است که در canton of Clefmont واقع شده‌است. باسونکور ۶٫۴۹ کیلومتر مربع مساحت دارد ۳۴۵ متر بالاتر از سطح دریا واقع شده‌است.